# Vincenzo Grimani
Pour les articles homonymes, voir Grimani.
Vincenzo Grimani, né le 26 mai 1653 à Venise et mort le 26 septembre 1710 à Naples, est un cardinal, diplomate et librettiste d'opéra italien. Il est surtout connu pour avoir commandé Il Mitridate Eupatore d'Alessandro Scarlatti en 1707 pour le Teatro San Giovanni Grisostomo et fourni en 1709 le livret de l'un des premiers succès de Georg Friedrich Haendel, l'opéra Agrippina.

## Biographie
Il est de la famille des ducs de Mantoue comme les cardinaux Domenico Grimani (1493) et Marino Grimani (1527). Il devient abbé de S. Maria di Lucedo dans le diocèse de Vercelli. Proche des Habsbourg, il négocie en 1690 l'alliance entre l'empereur Leopold d'Autriche et le duc de Savoie.
Il est créé cardinal-diacre  de S. Eustachio en 1697 par Innocent XII. Il est ambassadeur autrichien auprès du Saint-Siège de 1706 à 1708. En 1708, il devient vice-roi du royaume de Naples pour l'empereur d'Autriche.